# Meisdorfer Becken

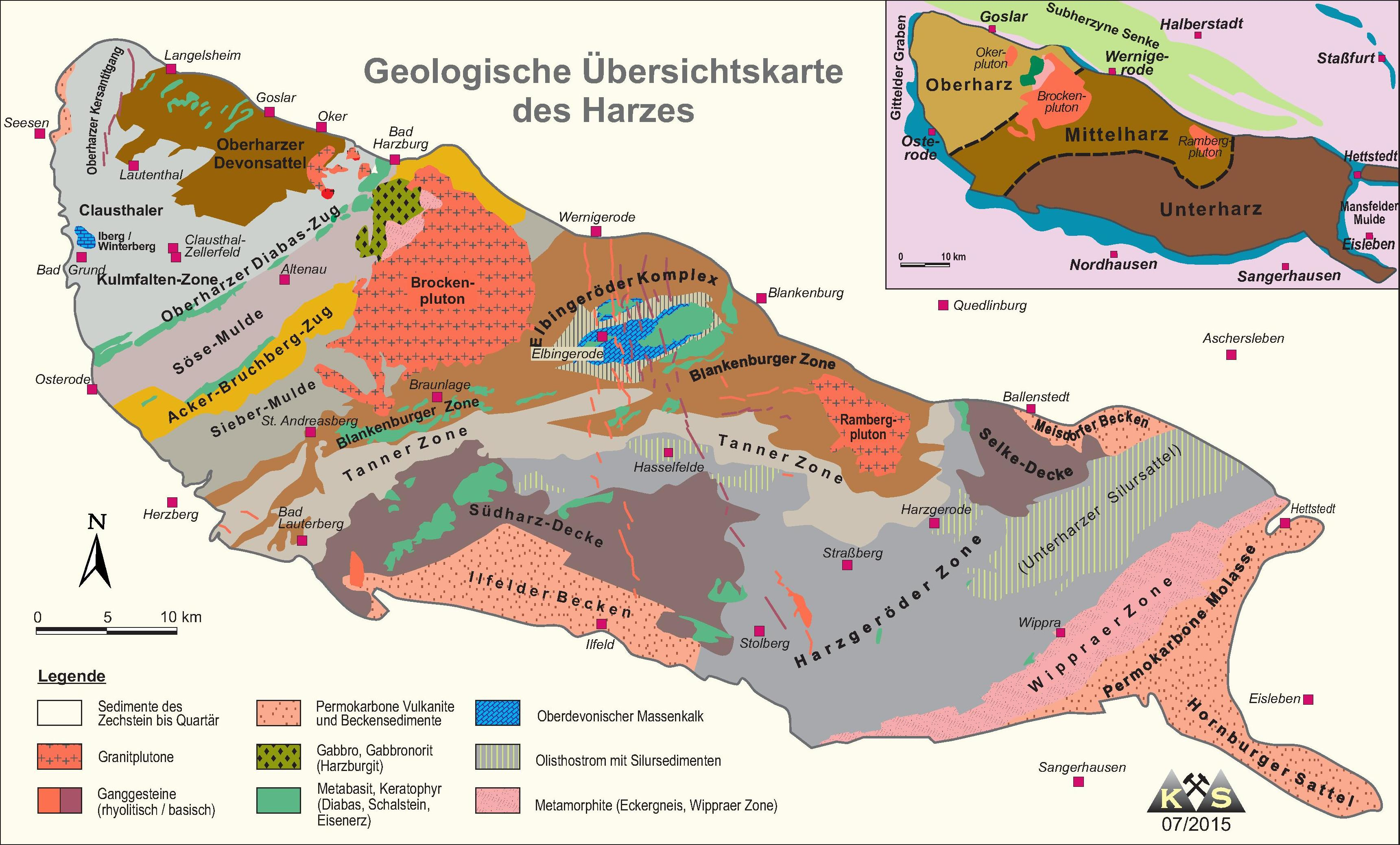
Geologische Übersichtskarte des Harzes (K. Stedingk, Landesamt für Geologie und Bergwesen Sachsen-Anhalt)

Das Meisdorfer Becken (nach dem Ort Meisdorf) am nördlichen Rand des Unterharzes ist eine der geologischen Einheiten des Harzes.
Es ist ein eingesenktes großes Rotliegendbecken. Es befindet sich östlich des Ortes Ballenstedt.
Abgesehen von Tuffen fehlen im Meisdorfer Becken vulkanische Ergüsse völlig.
In dieser nordöstlichen Verlängerung des „erzgebirgisch“ streichenden Saar-Selke-Troges finden sich kohlenführende Rotliegendschichten.
Die Veröffentlichung der Neukartierung des gesamten Meisdorfer Beckens erfolgte 1966 durch Walter Steiner (Weimar).